# Glinowo-Leśniczówka
Glinowo-Leśniczówka (kaszub. Glënowò lub też Glinka) – część wsi Nakla w Polsce, położona w województwie pomorskim, w powiecie bytowskim, w gminie Parchowo, nad północnym brzegiem jeziora Glinowskiego.
Glinowo-Leśniczówka wchodzi w skład sołectwa Nakla.
W latach 1975–1998 Glinowo-Leśniczówka administracyjnie należało do województwa słupskiego.
Przed 1920 Glinowo-Leśniczówka nosiło nazwę niemiecką Glinow.